# Імператриця Дзіто
Імператриця Дзіто́ (яп. 持統天皇, じとうてんのう, дзіто тенно; 645 — 13 січня 703) — 41-а імператриця Японії, синтоїстське божество, 3-я жінка на Імператорському престолі Японії. Донька імператора Тендзі та Оті но Ірацуме, доньки о-омі Соґа но Кураямада но Ісакава Маро. Роки правління: 14 лютого 690 — 22 серпня 697.

## Біографія
Замолоду звалася Уно но Сарара. 649 року помирає її мати. 657 року вийшла заміж за принца Оаму (майбутнього імператора Темму). 667 року стає старшою дружиною останнього.
1 жовтня 686 року успадкувала трон після смерті свого чоловіка. Перенесла столицю до Фудзівара-кьо, яку активно розбудовувала протягом усього свого панування.
У квітні 689 року помирає спадкоємець — принц Кусакабе. Новим спадкоємцем стає син останнього — Кару но О Невдовзі було впроваджено «кодекс Асука Кійоміхара», що став одним з перших збірок законів, що впроваджував систему ріцурьо та офіційно закріплював існування дайдзьокану (великої державної ради). Того ж року імператриця забороняє гру суґороку. 
690 року проведено офіційну церемонію сходження на трон Дзіто. 692 року здійснила паломництво до святилища Ісе.
697 року зреклася престолу на користь свого внука — принца Кару, що став 	
імператором Момму, та попри те, що прийняла буддійський постриг, зберігала владу з титулом дайдзо-тенно і певний політичний вплив до самої смерті.
Відома як поетеса. Її вірш внесено до антології «Хяку-нін іс-сю».